# Yang Wenhui
Yang Wenhui (ch.trad : 楊文會 ; ch.simp. : 杨文会; pinyin : Yáng Wénhùi), prénom social Rénshān (仁山), 1837-1911, est un laïc de la fin de la dynastie Qing qui joua un rôle important dans le renouveau des études bouddhistes chinoises. Lettré, il découvre à près de trente ans l’enseignement du Bouddha Shakyamuni, à une époque où les textes sont devenus rares et où les monastères étaient remplis de réfugiés économiques plutôt que de moines et nonnes dévoués à la pratique. Il entreprend de réunir des textes, de les relire et de les imprimer et de  les enseigner, tâches qu’il poursuivra jusqu’à sa mort

## Rencontre du bouddhisme
Originaire du district de Shídài (石埭), actuellement Shítái dans l’Anhui, il suit son père à Pékin, mais la rébellion Taiping les force à chercher refuge dans la région du delta du Yangzi Jiang. Comme tous ses pairs, il a reçu une formation confucéenne intégrant des éléments taoïstes. Il s’intéresse au bouddhisme vers 1862, après la lecture du Traité de la Naissance de la foi dans le Grand Véhicule,, texte traduit ou rédigé par Paramartha (499-569). En 1866, il s’installe à Nankin où il prend part à des travaux du génie civil (il a une formation d'ingénieur dans ce domaine) et fait la connaissance d’autres personnes intéressées par le bouddhisme, comme Wang Meishu (王梅叔), Zheng Xuechuan (郑学川), Wei Gangji (魏刚己) et Cao Jingchu (曹镜初).

## Édition
Peu après, avec des amis, il fonde les Éditions de Sutras Jinling (金凌刻經處 Jīnlíng kèjīng chù), appelées ainsi d’après un ancien nom de Nankin. Il s'agit de diffuser le Dharma en utilisant la technique de l'impression au bloc de bois pour imprimer les textes du canon bouddhique, une manière traditionnelle de gagner des mérites. C'est que, à la fin des Qing, les textes bouddhistes sont devenus rares. Les exemplaires de la collection Nord (北藏) de l’époque Ming et de celle du Dragon (龙藏 ) des Qing, propriétés de la cour, ne sont offerts qu’aux grands temples. Restent les collections Sud (南藏) et Jingshan (径山藏) des Ming, mal conservées à cause des guerres et des troubles et donc fortement réduites.
Le climat de l’époque et son expérience personnelle le poussent à choisir comme première publication les Quatre textes de Jingtu. Ce courant, dit de la « Terre pure » qui se caractérise par la simplicité de ses rites — essentiellement la récitation avec foi du nom du Bouddha Amida — largement répandu en Chine, et il est considéré comme particulièrement adapté aux périodes de décadence du bouddhisme. Le Japonais Nanjō Bunyu (南条文雄), rencontré vers 1879 en Angleterre, qui devient son correspondant et l'aide à faire venir du Japon quelque 280 sutras disparus de Chine, appartient d'ailleurs à la branche Jodo Shinshu du Jingtu. L’édition qu’il reproduit est celle de Wei Moshen (魏默深) - Wei Yuan (魏源) - (1784-1857).
Yang Wenhui s’efforce de choisir des textes fiables et rejette ceux qui ont la réputation d’être apocryphes ou trop altérés. Il accorde une place importante aux commentaires chinois, qu’il regroupe avec les textes glosés ; il s’agit là d’une amélioration importante pour les lecteurs car les sutras ne sont pas toujours d’accès facile. Absents du Canon jusqu’aux Yuan, les commentaires y sont ensuite regroupés à la fin sans classement, séparés de leur texte source. Par ailleurs, conformément à son objectif de promotion du bouddhisme dans l’intérêt général, il écarte les textes trop obscurs ou spécialisés, privilégie les contenus moraux, et choisit le format livre plus maniable que le rouleau.
En 1894, il collabore avec le missionnaire britannique Timothy Richard (en) à la traduction anglaise du Traité de la Naissance de la foi dans le Grand Véhicule.

## Enseignement
En 1895, il établit sur le site de la maison d’édition le monastère Zhiheng (祗洹精舍 zhīhéng jīngshè) destiné à l’enseignement du bouddhisme. Il rédige lui-même les manuels destinés aux futures moines, tandis que le moine et poète Su Manshu y enseigne le sanskrit et l’anglais. Néanmoins, le centre, qui forme vingt moines, doit fermer au bout de deux ans pour difficultés financières. En 1910, il fonde la Société de recherches bouddhistes (佛學研究會 fóxúe yánjiù hùi) dont il est président ; chaque jour y sont donnés des cours sur les sutras. Yang Wenhui a pour élève Ouyang Jian (歐陽漸), qui ressuscitera sa maison d'édition sous le nom de Collège d’études internes de Chine (支那內學院 Zhīnà nèi xúeyuàn), ainsi que Zhang Taiyan, Tan Sitong (en) et Taixu, entre autres. Taixu jouera un rôle de premier plan dans le renouveau du bouddhisme en Chine et il sera l'un des plus célèbres bouddhistes chinois du xxe siècle.
Son désir de promouvoir la connaissance ne se limite pas à la religion. Ainsi, en 1878, il se rend au Royaume-Uni avec la mission diplomatique de Zeng Jize (曾纪泽), ainsi qu’en France, et en rapporte des instruments scientifiques dont il fait don à des chercheurs.

### En chinois
- 劉成有. 『近現代居士佛學研究』. 成都: 巴屬書社, 2002. p. 51-107.
- 楊文會. 『楊仁山全集』. 合肥: 黃山書社, 2000.
- 于凌波. 『中國近現代佛教人物志』. 北京: 宗教文化出版社, 1995. p. 297-321.
- -----. 『楊仁山居士評傳』. 台北: 新文豐出版股份有限公司, 民國84 (1995).